# Joshua Bluhm
Joshua Bluhm (ur. 11 września 1994 w Kilonii) – niemiecki bobsleista, pięciokrotny medalista mistrzostw świata.

## Kariera
Pierwszy sukces w karierze osiągnął w 2015 roku, kiedy wspólnie z Johannesem Lochnerem zdobył srebrny medal w dwójkach podczas mistrzostw świata w Winterbergu. Na rozgrywanych rok później mistrzostwach świata w Igls razem z Lochnerem wywalczył kolejny srebrny medal w dwójkach. W zawodach Pucharu Świata zadebiutował 4 stycznia 2014 roku w Winterbergu, zajmując czwarte miejsce w czwórkach. Dzień później po raz pierwszy stanął na podium zawodów tego cyklu, zajmując trzecie miejsce w tej konkurencji. W 2014 roku wystąpił na igrzyskach olimpijskich w Soczi, gdzie był siódmy w czwórkach.